# Hrabstwo Waller

Piramida wieku hrabstwa

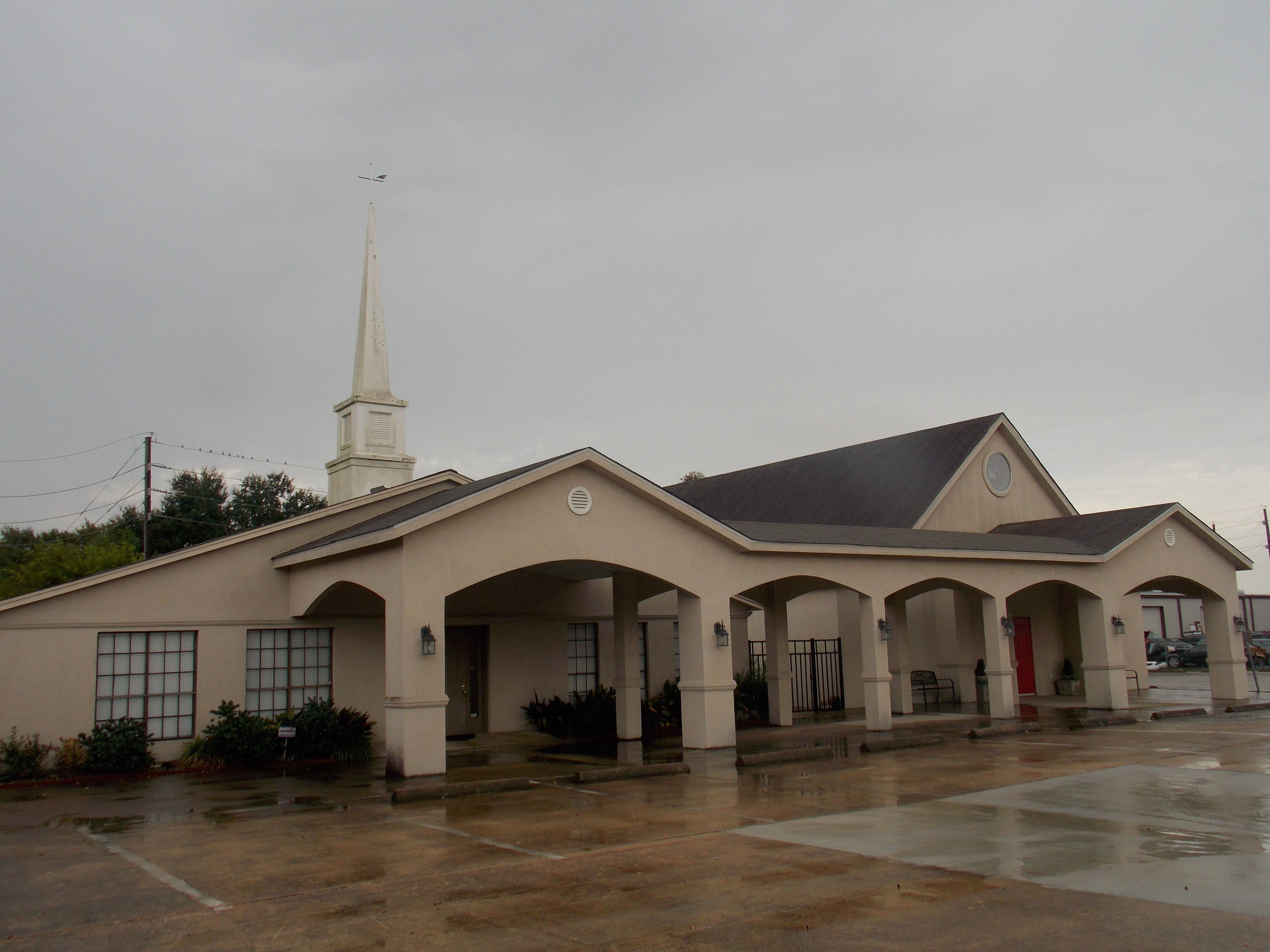
Kościół anglikański w Katy

Hrabstwo Waller – hrabstwo położone w USA w stanie Teksas. Utworzone w 1873 r. Według spisu w 2020 roku liczy 56,8 tys. mieszkańców. Jest częścią obszaru metropolitalnego Houston. Siedzibą hrabstwa jest miasto Hempstead.

## Gospodarka
Najpopularniejsze sektory zatrudnienia mieszkańców hrabstwa Waller w 2020 roku, to: handel detaliczny (3585 osób), usługi edukacyjne (3036 osób), produkcja (2586 osób), budownictwo (2499 osób), oraz opieka zdrowotna i pomoc społeczna (1976 osób).
- uprawa drzewek (3. miejsce w stanie)[3]
- szkółkarstwo (3. miejsce)[3]
- hodowla koni (11. miejsce), kóz, owiec, bydła i drobiu[3]
- akwakultura (11. miejsce)[3]
- uprawa ryżu, kukurydzy, warzyw i arbuzów[3][4]
- produkcja siana[3]
- wydobycie ropy naftowej i gazu ziemnego[5].

## Sąsiednie hrabstwa
- Hrabstwo Grimes (północ)
- Hrabstwo Montgomery (północny wschód)
- Hrabstwo Harris (wschód)
- Hrabstwo Fort Bend (południe)
- Hrabstwo Austin (zachód)
- Hrabstwo Washington (północny zachód)

## Miasta
- Brookshire
- Hempstead
- Katy
- Pattison
- Pine Island
- Prairie View

## Demografia
- biali nielatynoscy – 41,9%
- Latynosi – 32,4%
- czarni lub Afroamerykanie – 23,3%
- Azjaci – 1,9%
- rdzenni Amerykanie – 1,5%[1].

## Religia
Członkostwo w 2020 roku:
- katolicy – 11,8%
- baptyści – 7,3%
- zielonoświątkowcy – ok. 5%
- inni ewangelikalni  – 3,3%
- metodyści – 2,7%
- buddyści – 1,7%
- mormoni – 1,6%
- świadkowie Jehowy – 0,73%.